# Tarenna confusa
Tarenna confusa là một loài thực vật có hoa trong họ Thiến thảo. Loài này được (Blume) Valeton miêu tả khoa học đầu tiên năm 1912.